# Chicoreus
Genre
Chicoreus est un genre de mollusques gastéropodes de la famille des Muricidae (les « murex »).

## Liste des espèces
Selon World Register of Marine Species (13 septembre 2014) :
- Chicoreus aculeatus (Lamarck, 1822)
- Chicoreus akritos Radwin & D'Attilio, 1976
- Chicoreus allaryi Houart, Quiquandon & Briano, 2004
- Chicoreus anosyensis Bozzetti, 2013
- Chicoreus asianus Kuroda, 1942
- Chicoreus austramosus E. H. Vokes, 1978
- Chicoreus axicornis (Lamarck, 1822)
- Chicoreus banksii (G. B. Sowerby II, 1841)
- Chicoreus boucheti Houart, 1983
- Chicoreus bourguignati (Poirier, 1883)
- Chicoreus brevifrons (Lamarck, 1822)
- Chicoreus brunneus (Link, 1807)
- Chicoreus bullisi Vokes, 1974
- Chicoreus bundharmai Houart, 1992
- Chicoreus capucinus (Lamarck, 1822)
- Chicoreus cervicornis (Lamarck, 1822)
- Chicoreus cloveri Houart, 1985
- Chicoreus cnissodus (Euthyme, 1889)
- Chicoreus cornucervi (Röding, 1798)
- Chicoreus corrugatus (G. B. Sowerby II, 1841)
- Chicoreus cosmani Abbott & Finlay, 1979
- Chicoreus crosnieri Houart, 1985
- Chicoreus damicornis (Hedley, 1903)
- Chicoreus denudatus (Perry, 1811)
- Chicoreus dodongi Houart, 1995
- Chicoreus dovi Houart, 1984
- Chicoreus dunni Petuch, 1987
- Chicoreus elisae Bozzetti, 1991
- Chicoreus exuberans Cossignani, 2004
- Chicoreus felicitatis Bozzetti, 2011
- Chicoreus florifer (Reeve, 1846)
- Chicoreus fosterorum Houart, 1989
- Chicoreus franchii Cossignani, 2005
- Chicoreus groschi Vokes, 1978
- Chicoreus guillei Houart, 1985
- Chicoreus ingridmariae Houart, 2010
- Chicoreus insularum (Pilsbry, 1921)
- Chicoreus janae Houart, 2013
- Chicoreus jessicae Houart, 2008
- Chicoreus kantori Houart & Héros, 2013
- Chicoreus laqueatus (G. B. Sowerby II, 1841)
- Chicoreus litos Vokes, 1978
- Chicoreus longicornis (Dunker, 1864)
- Chicoreus lorenzi Houart, 2009
- Chicoreus maurus (Broderip, 1833)
- Chicoreus mergus Vokes, 1974
- Chicoreus microphyllus (Lamarck, 1816)
- Chicoreus mocki Beals, 1997
- Chicoreus monicae Bozzetti, 2001
- Chicoreus nobilis Shikama, 1977
- Chicoreus orchidiflorus (Shikama, 1973)
- Chicoreus paini Houart, 1983
- Chicoreus palmarosae (Lamarck, 1822)
- Chicoreus paucifrondosus Houart, 1988
- Chicoreus peledi Vokes, 1978
- Chicoreus pisori Houart, 2007
- Chicoreus rachelcarsonae Petuch, 1987
- Chicoreus ramosus (Linnaeus, 1758)
- Chicoreus rossiteri (Crosse, 1872)
- Chicoreus rubescens (Broderip, 1833)
- Chicoreus ryosukei Shikama, 1978
- Chicoreus ryukyuensis Shikama, 1978
- Chicoreus saulii (Sowerby II, 1841)
- Chicoreus setionoi Houart, 2001
- Chicoreus solangeae Bozzetti, 2014
- Chicoreus spectrum (Reeve, 1846)
- Chicoreus strigatus (Reeve, 1849)
- Chicoreus subpalmatus Houart, 1988
- Chicoreus territus (Reeve, 1845)
- Chicoreus thomasi (Crosse, 1872)
- Chicoreus torrefactus (G. B. Sowerby II, 1841)
- Chicoreus trivialis (A. Adams, 1854)
- Chicoreus varius (G. B. Sowerby II, 1834)
- Chicoreus virgineus (Röding, 1798)
- Chicoreus zululandensis Houart, 1989

## Galerie

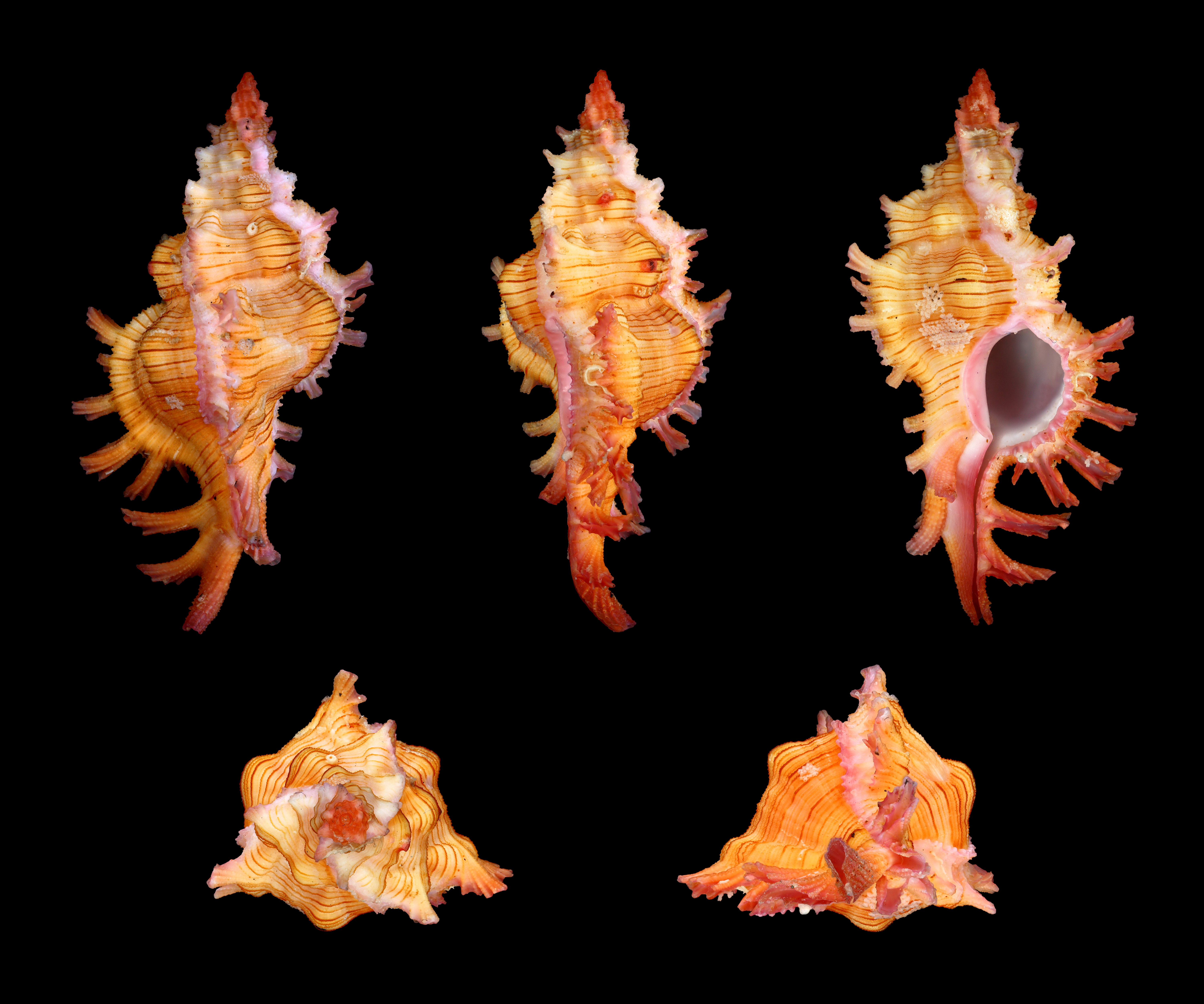
Chicoreus aculeatus
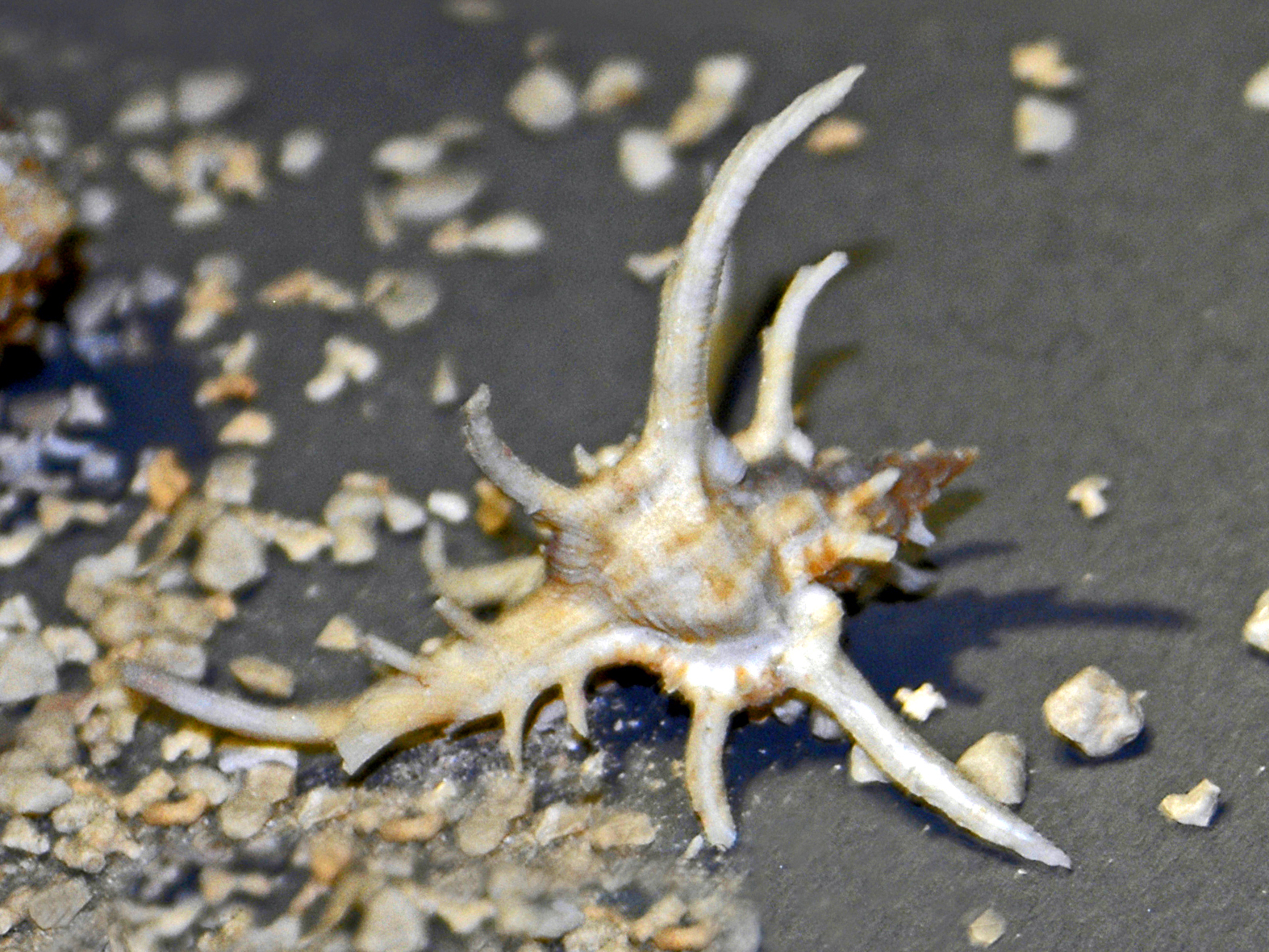
Chicoreus axicornis
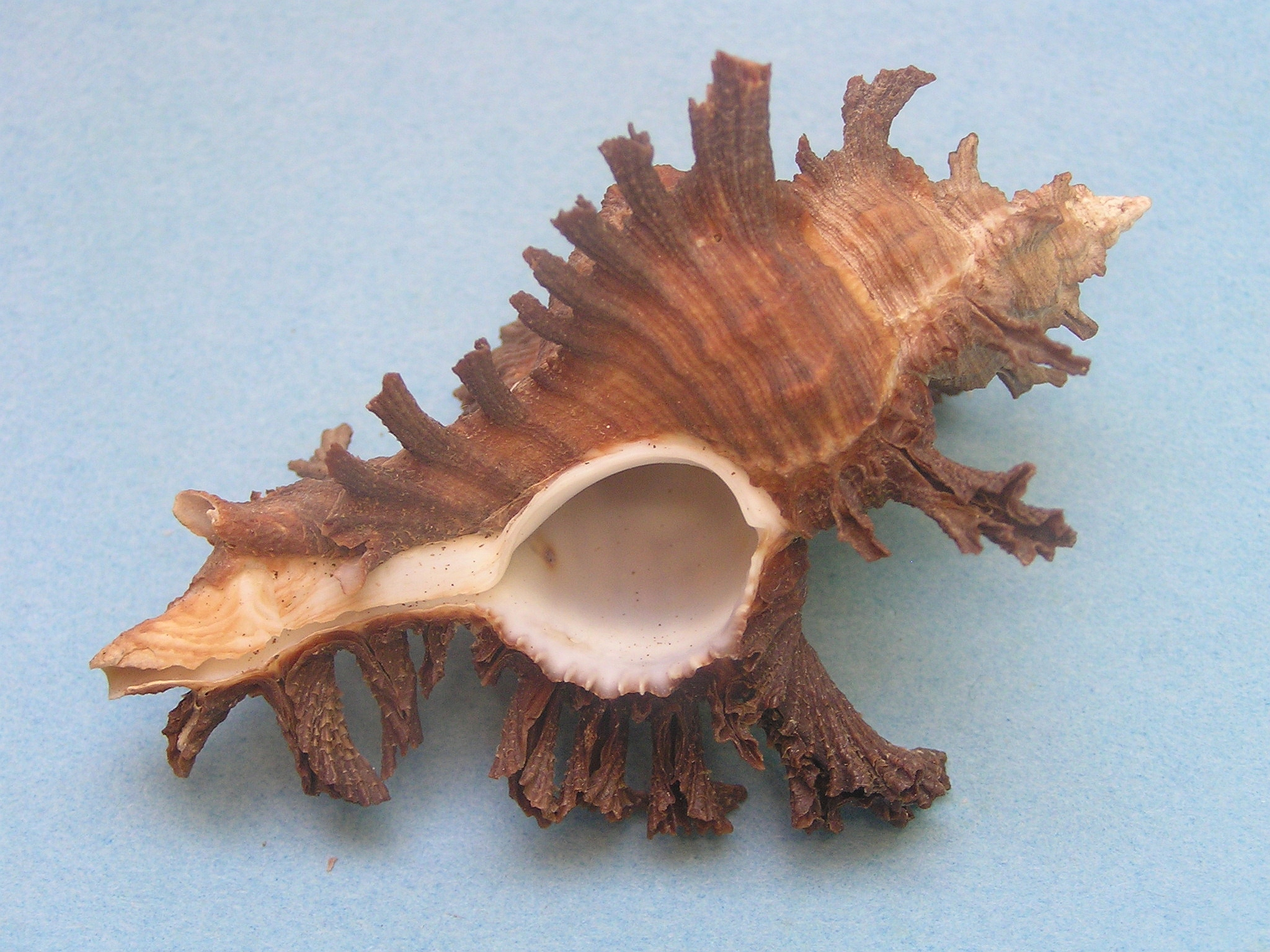
Chicoreus banksii
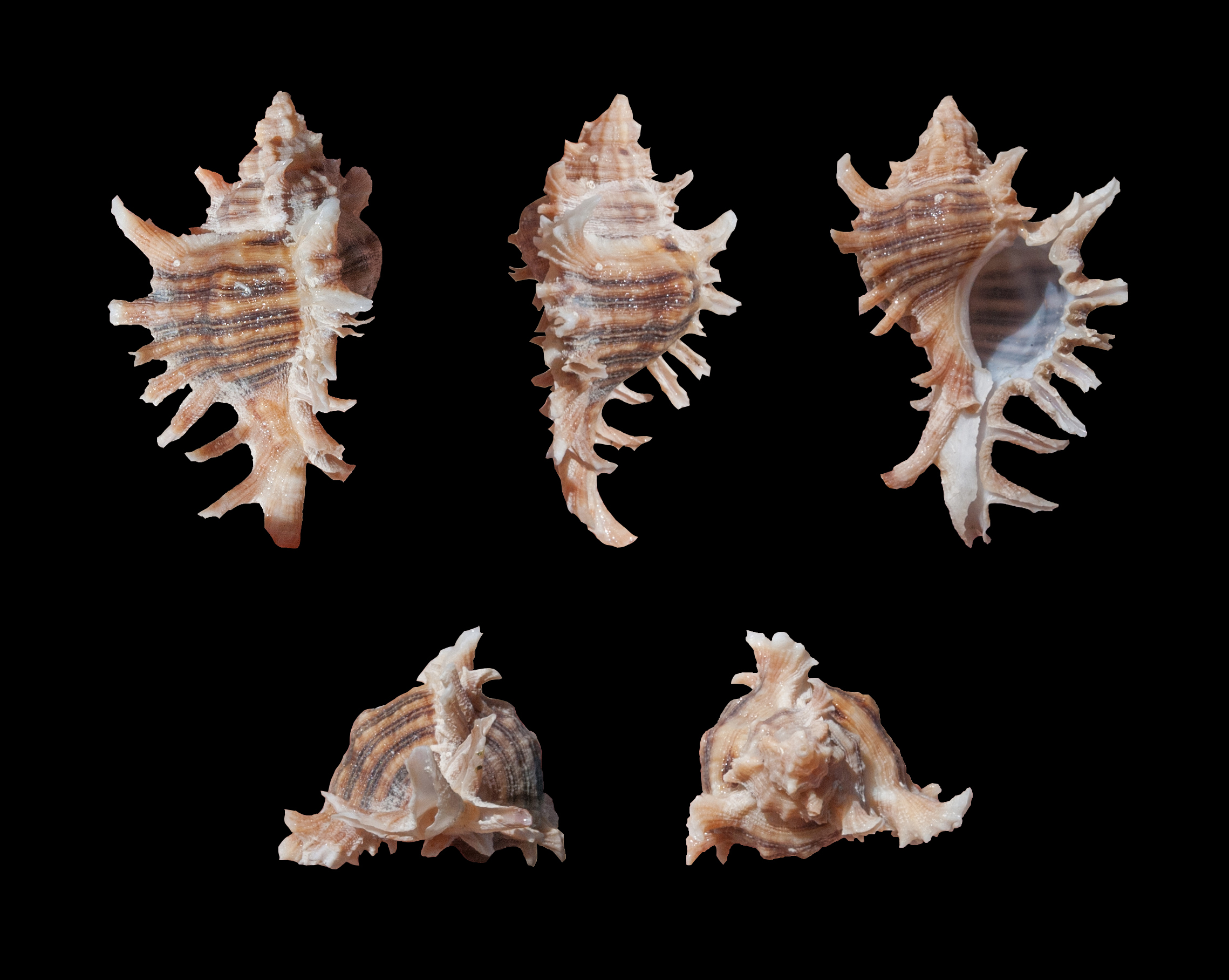
Chicoreus brevifrons
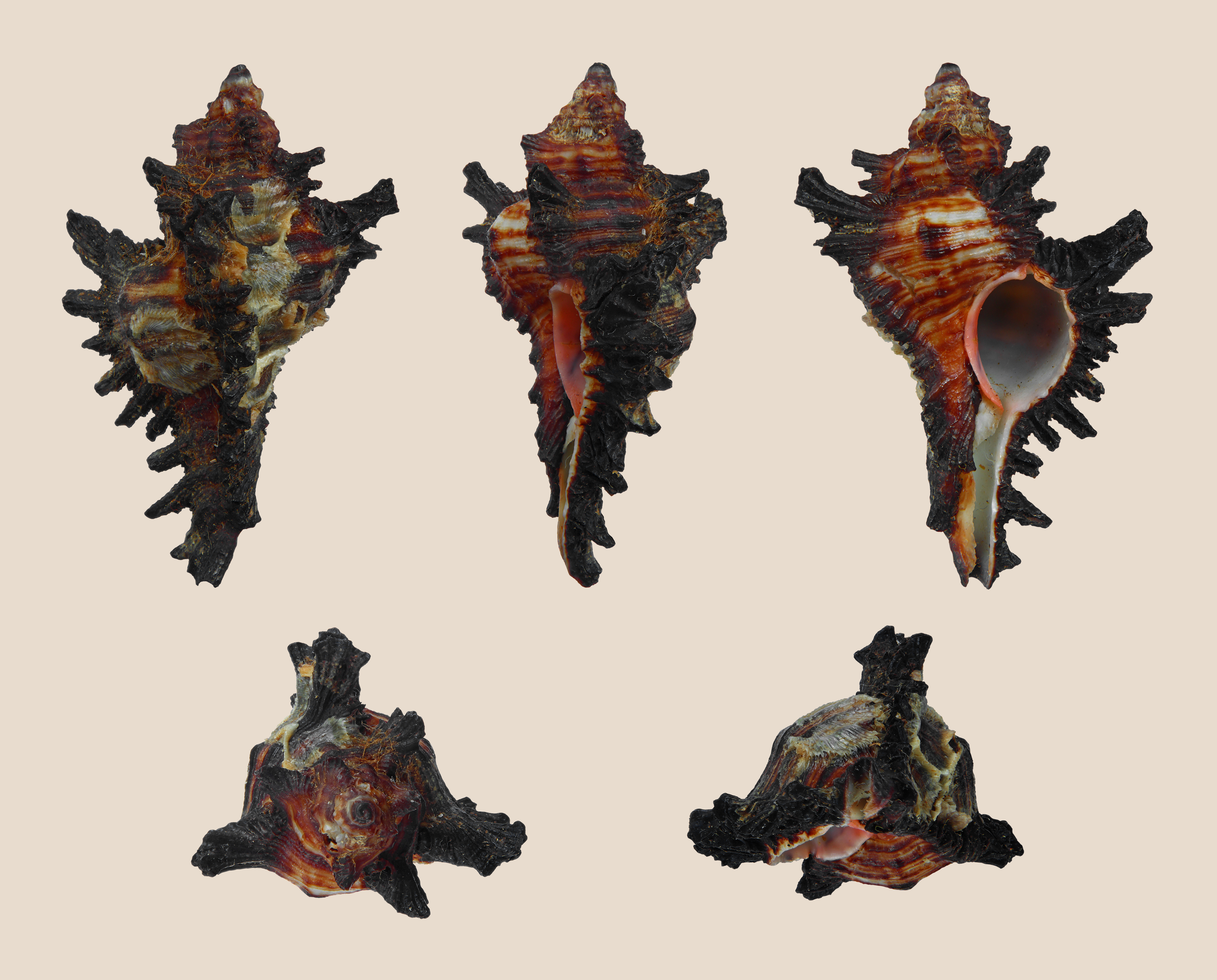
Chicoreus brunneus
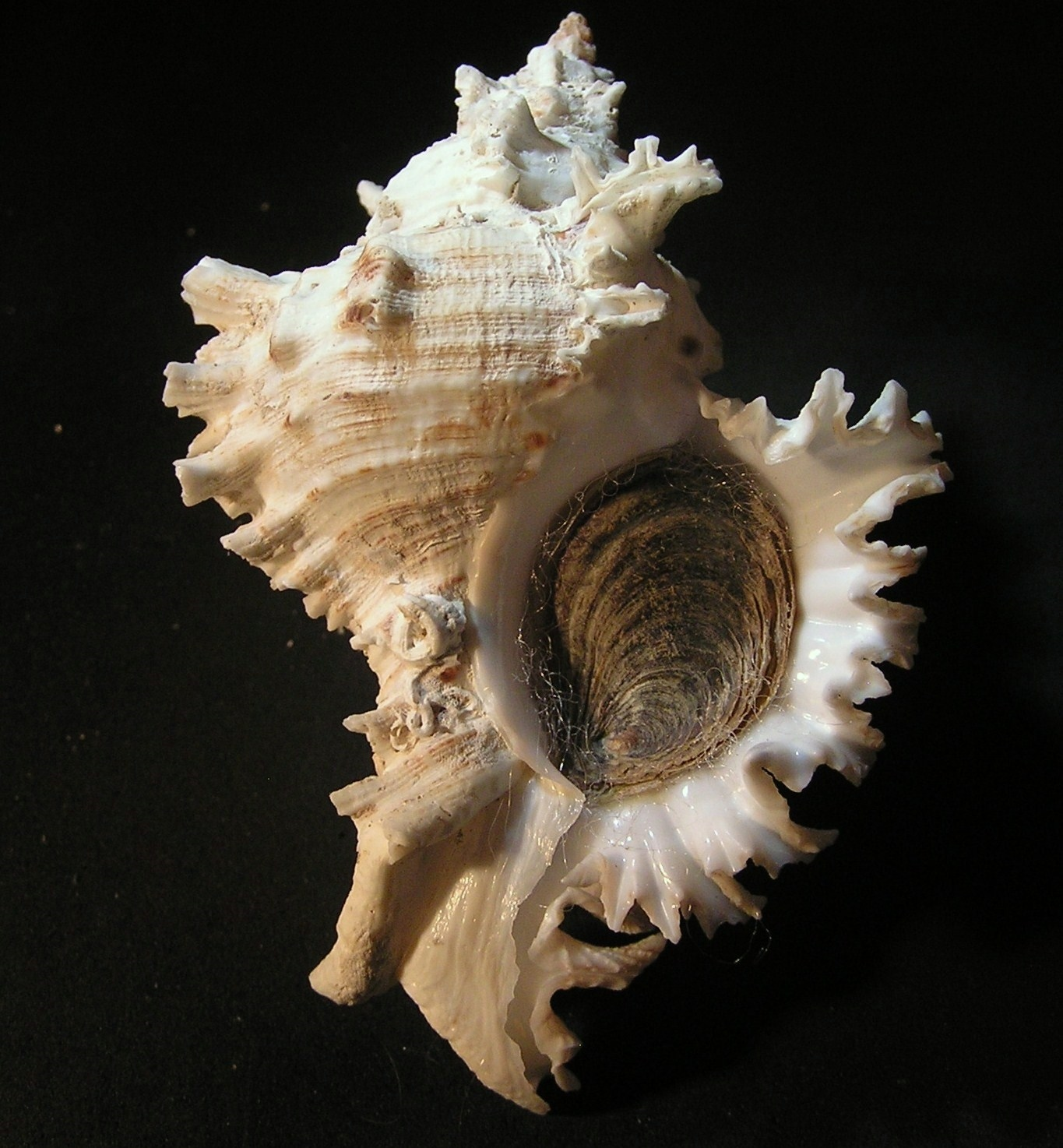
Chicoreus bundharmai
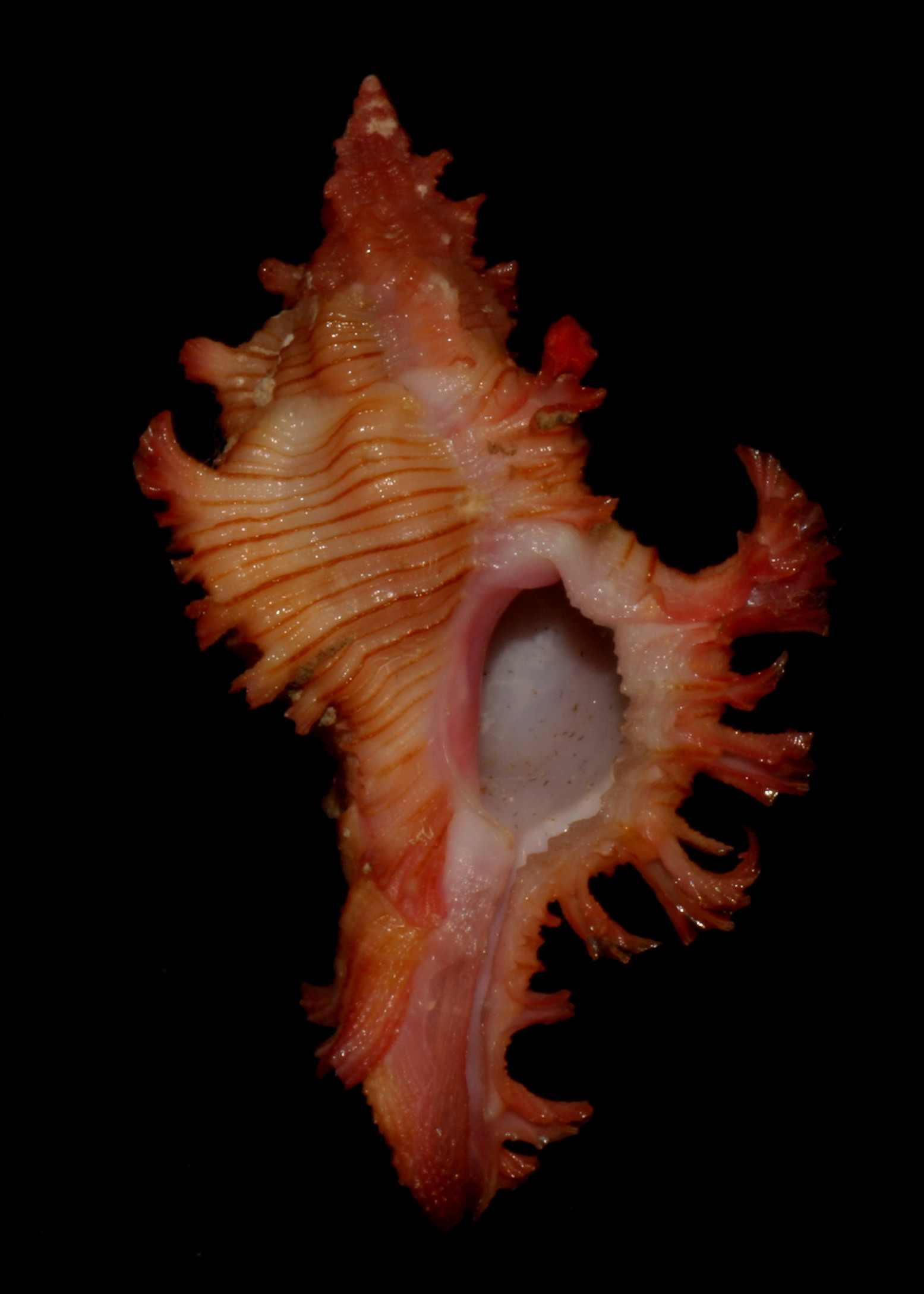
Chicoreus artemis
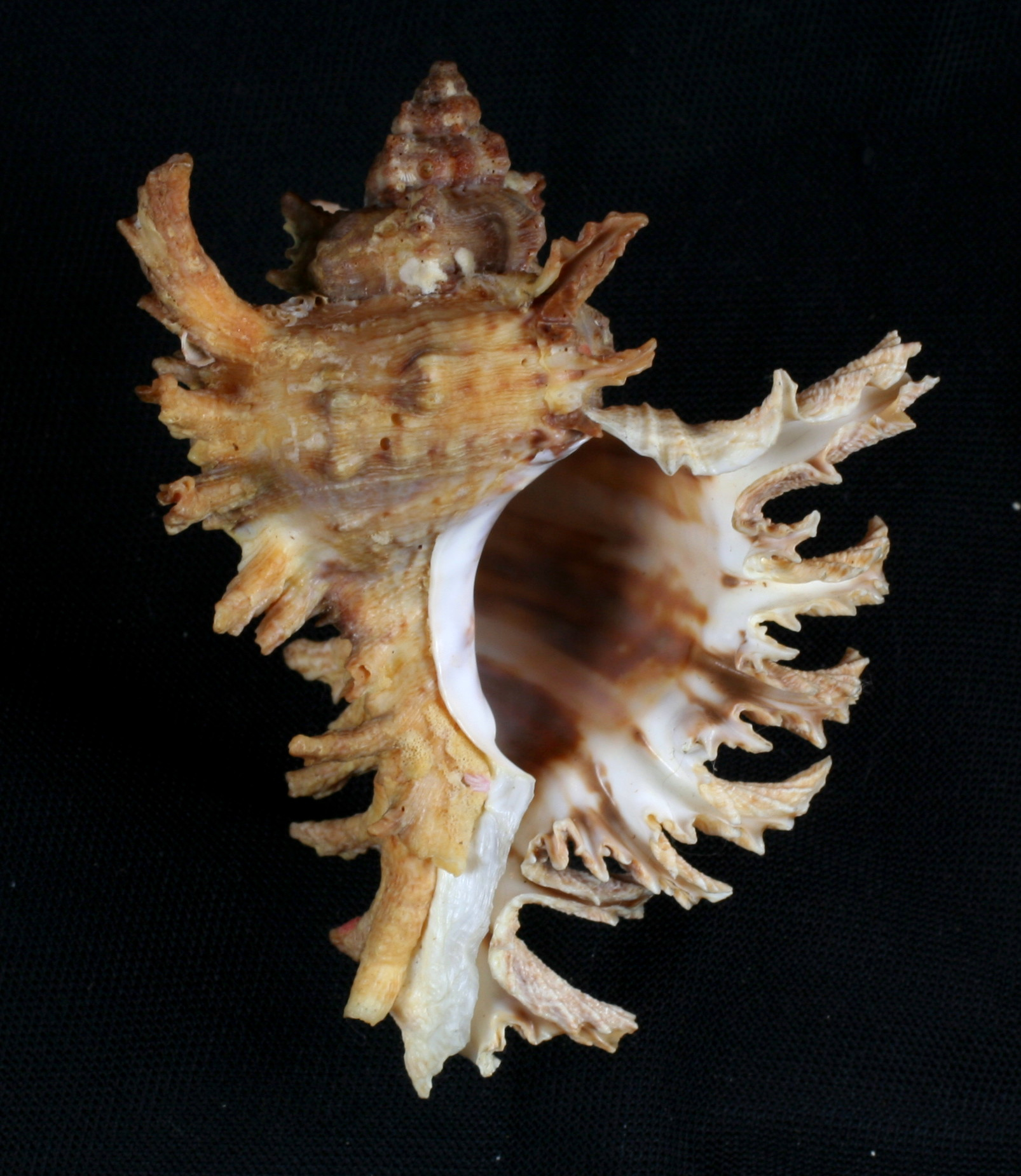
Chicoreus asianus
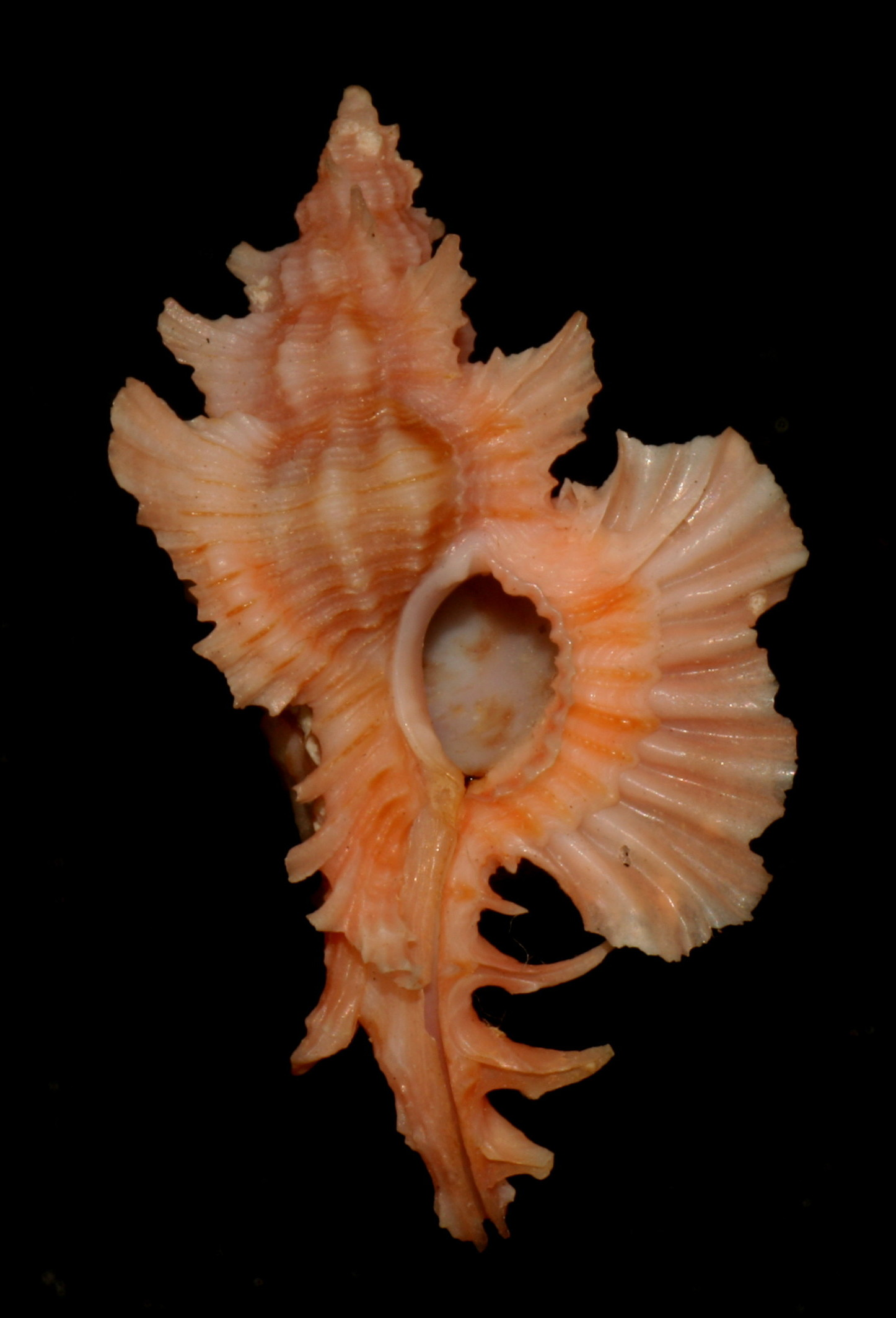
Chicoreus asianus
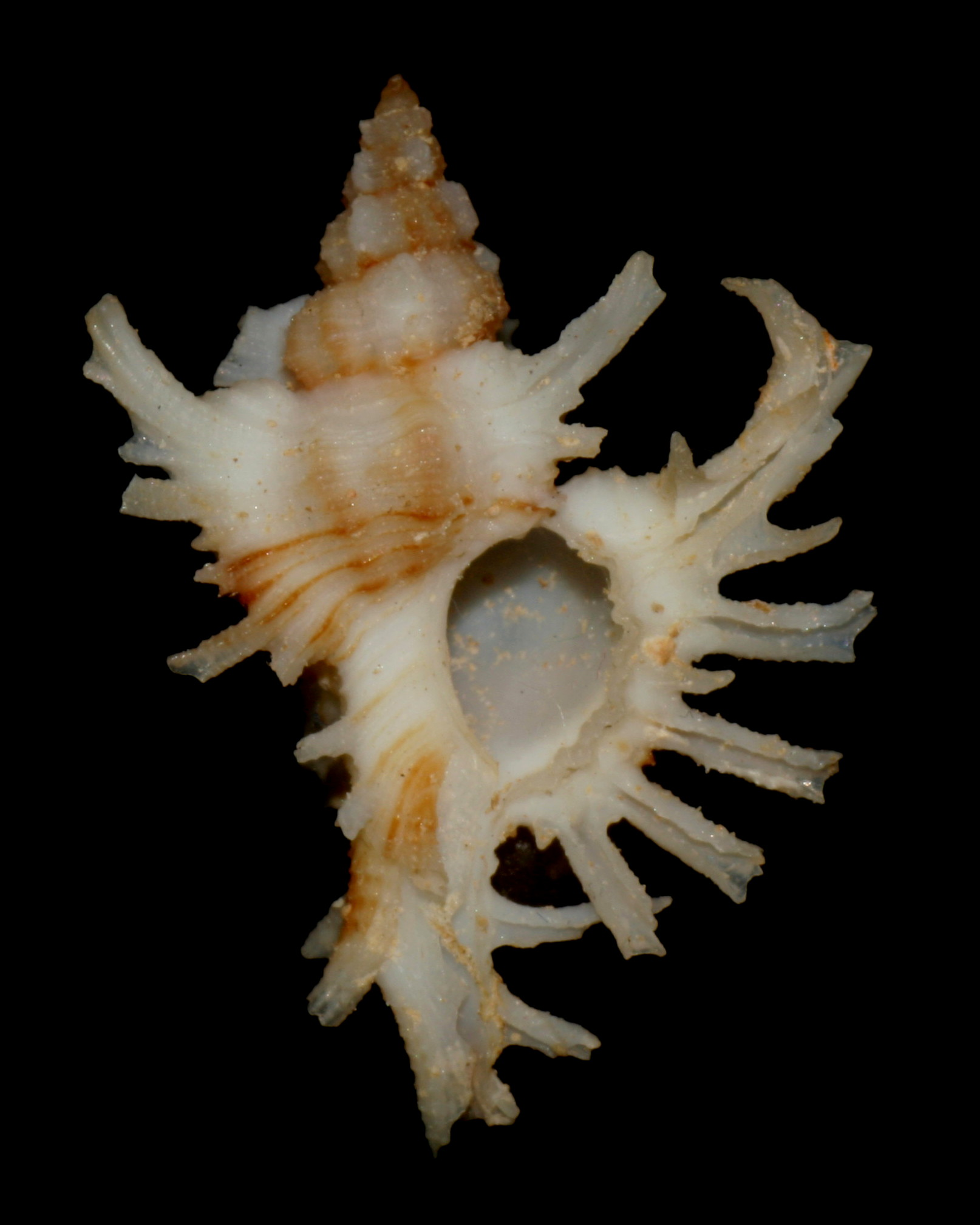
Chicoreus cnissodus
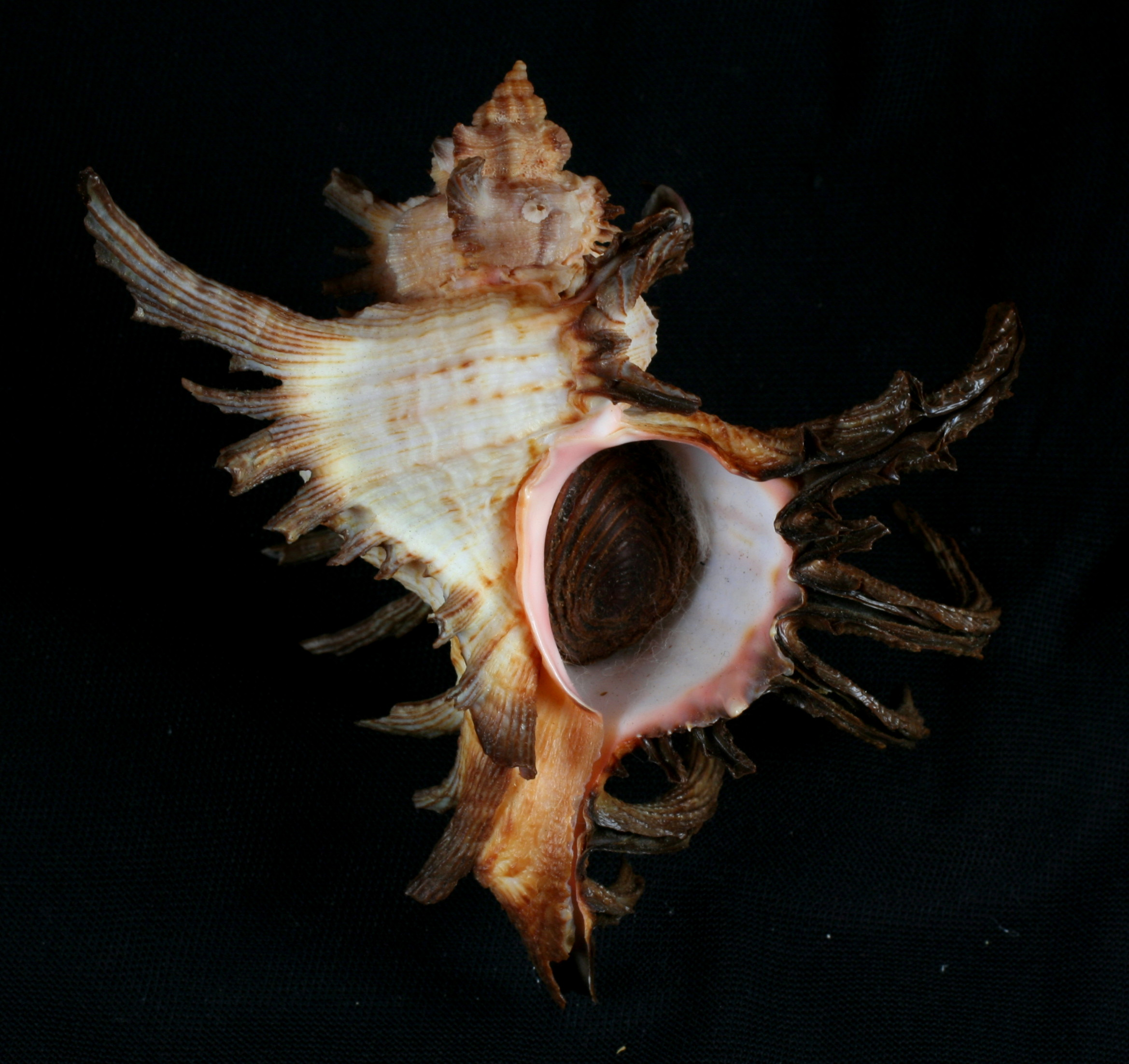
Chicoreus cornucervi
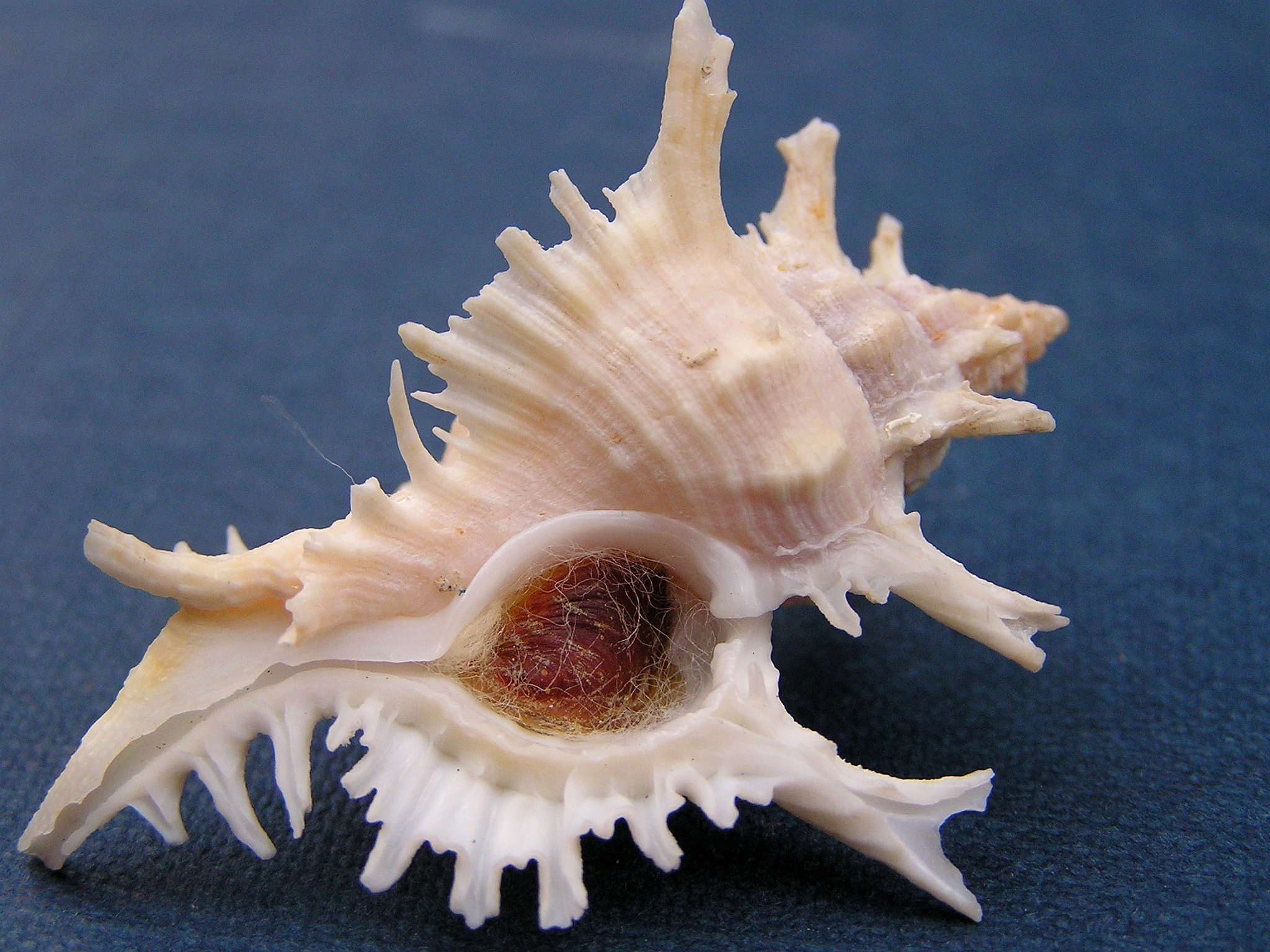
Chicoreus damicornis
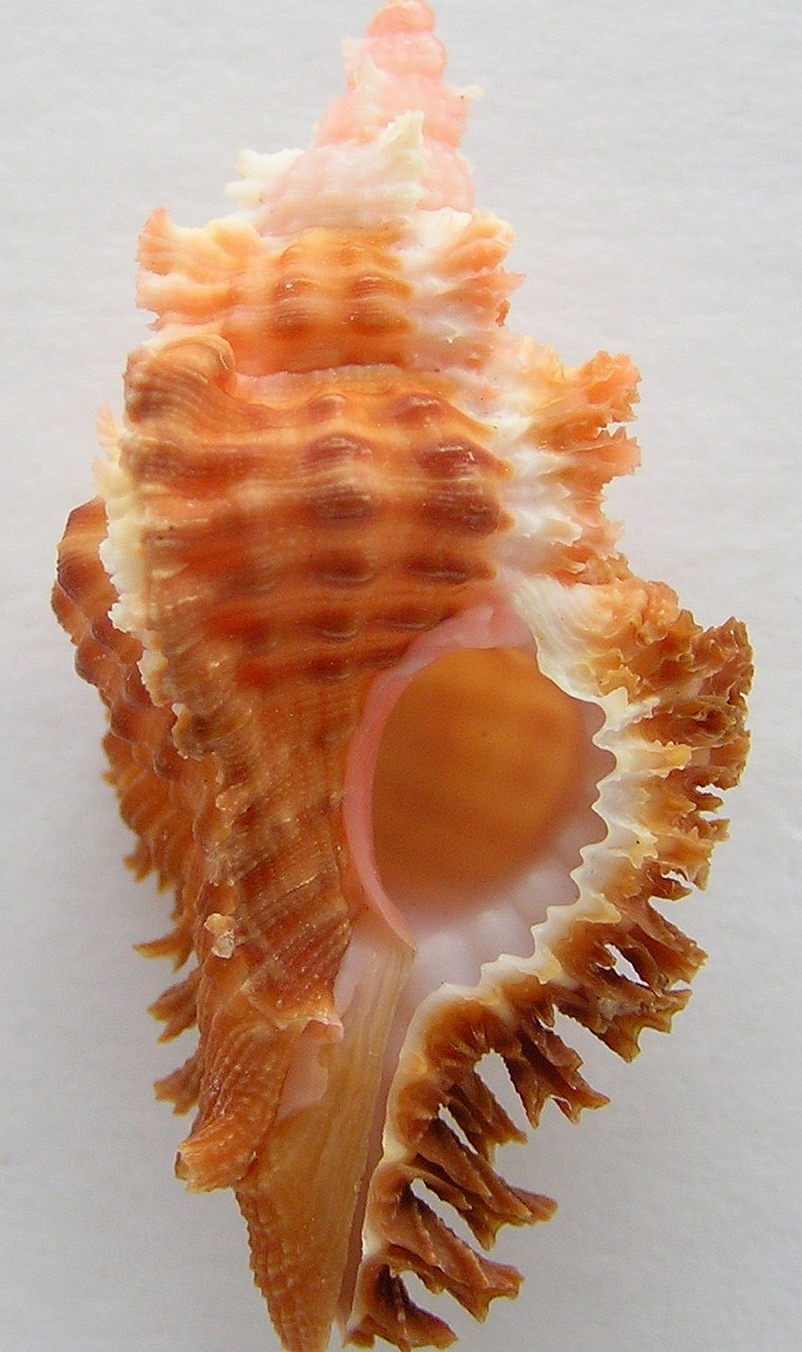
Chicoreus denudatus
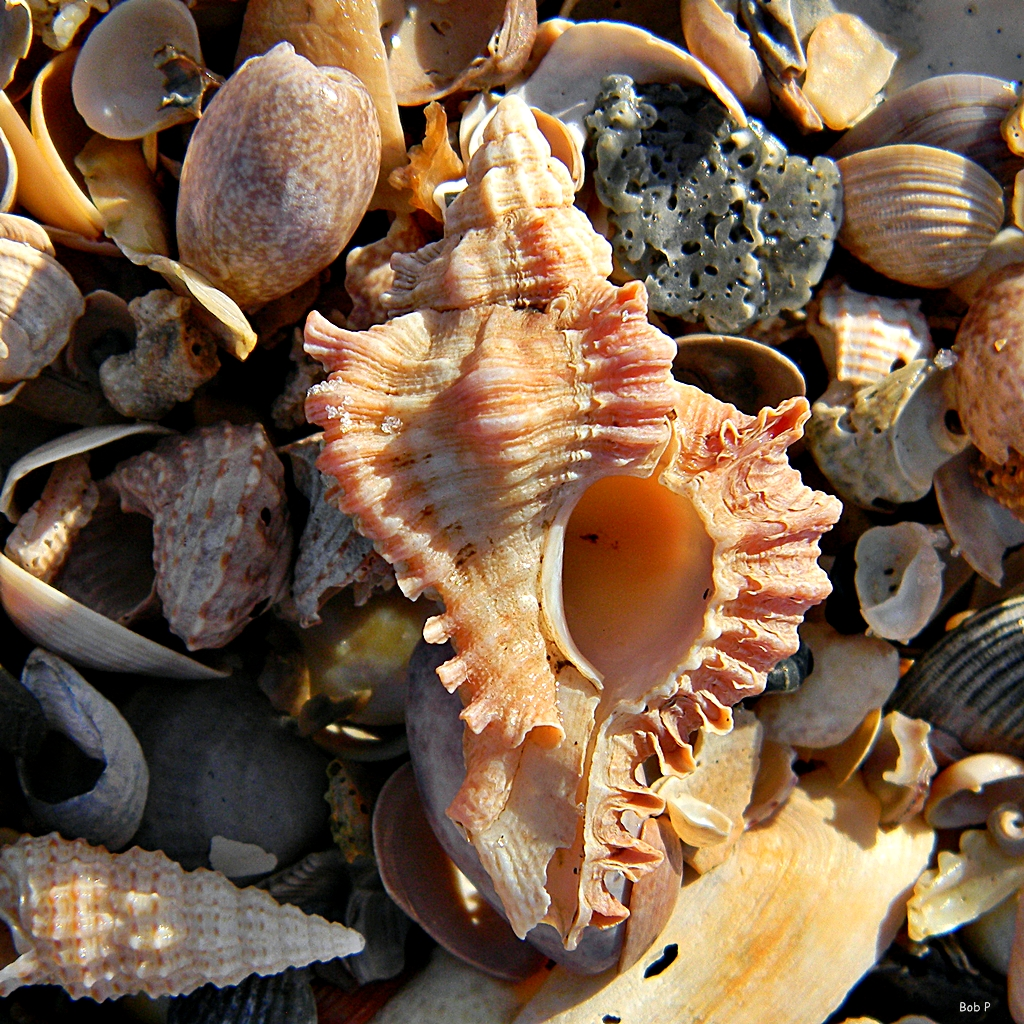
Chicoreus florifer
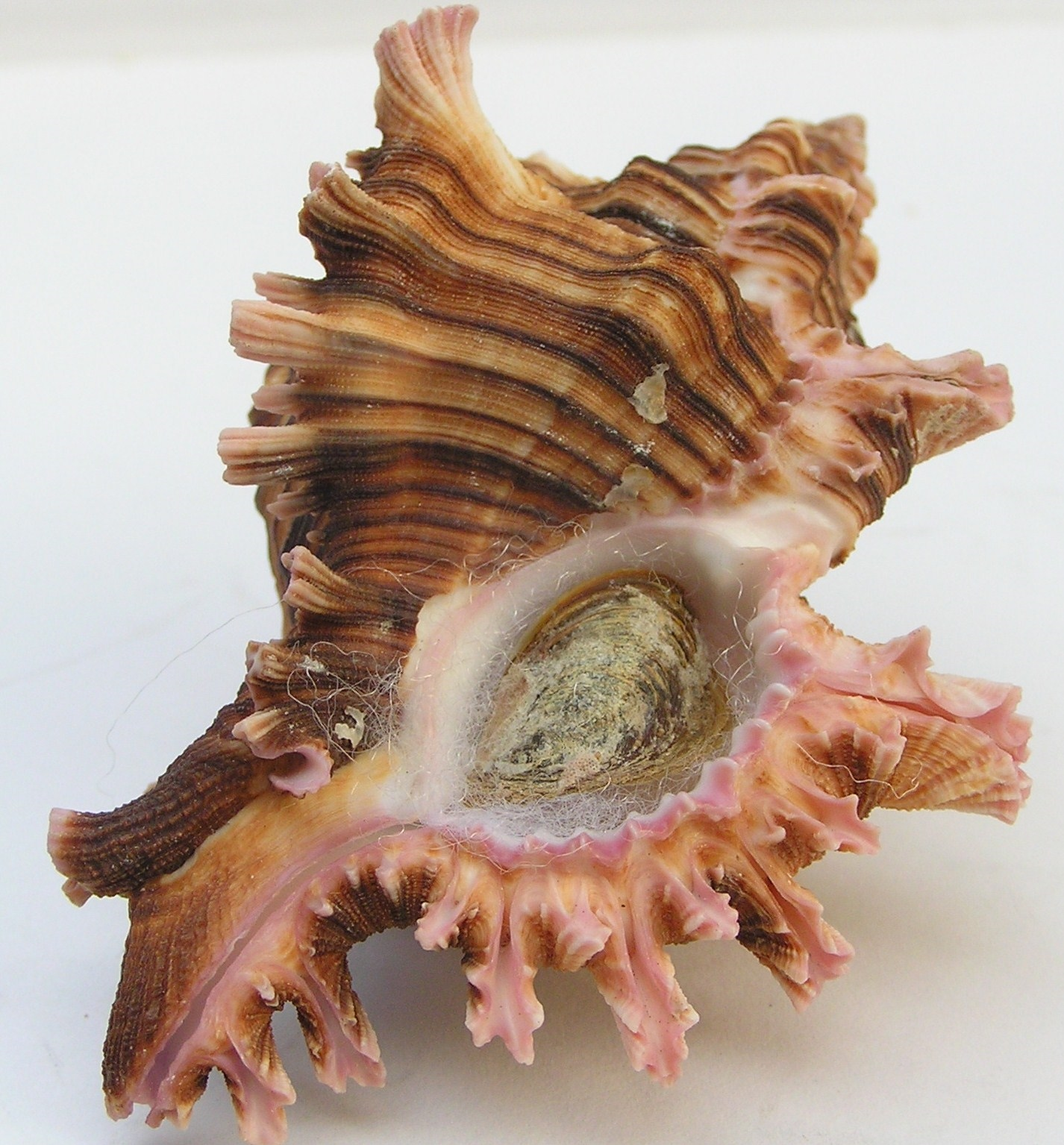
Chicoreus maurus
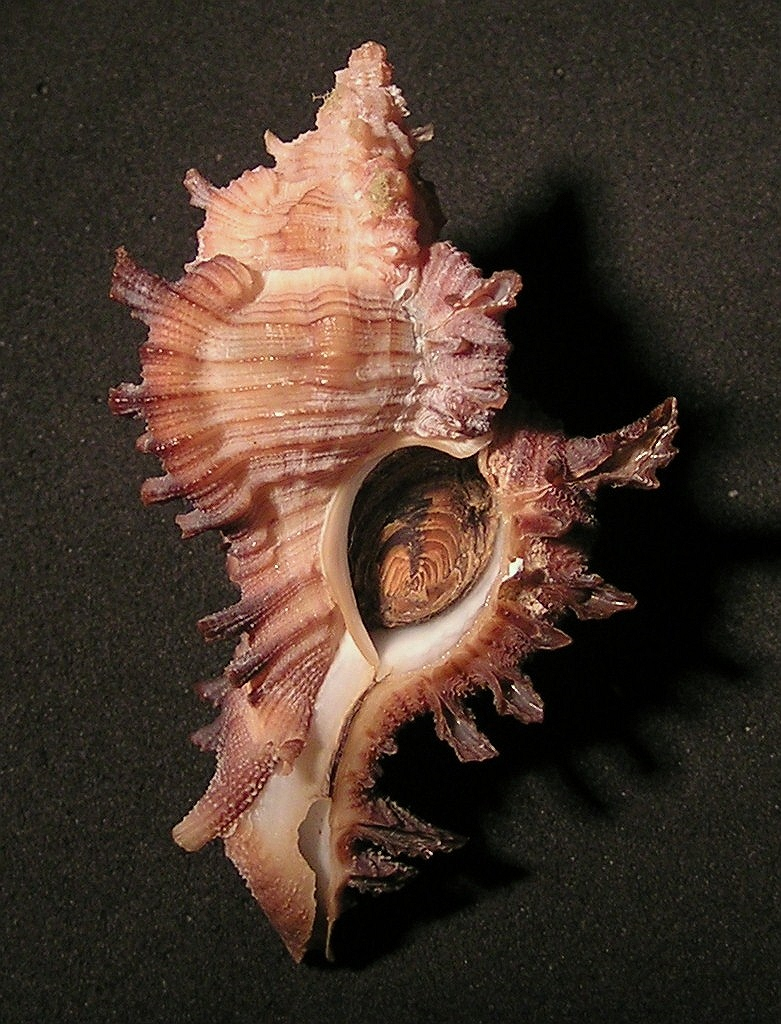
Chicoreus mergus
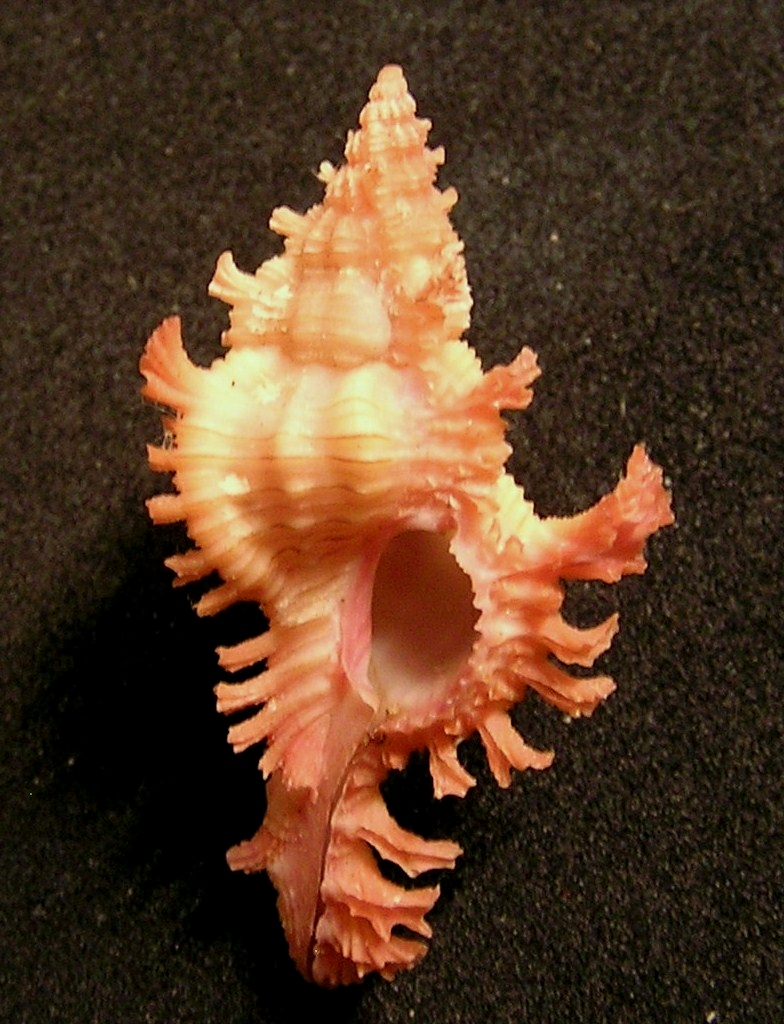
Chicoreus nobilis
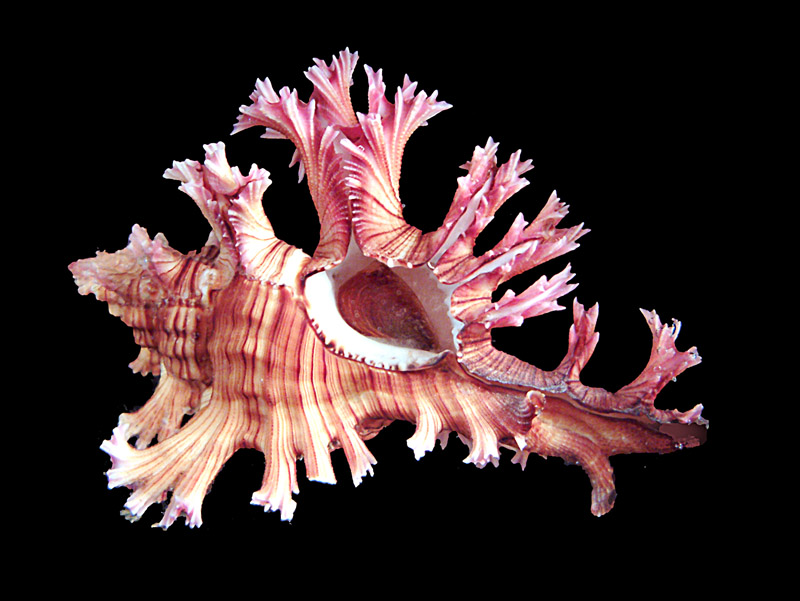
Chicoreus palmarosae
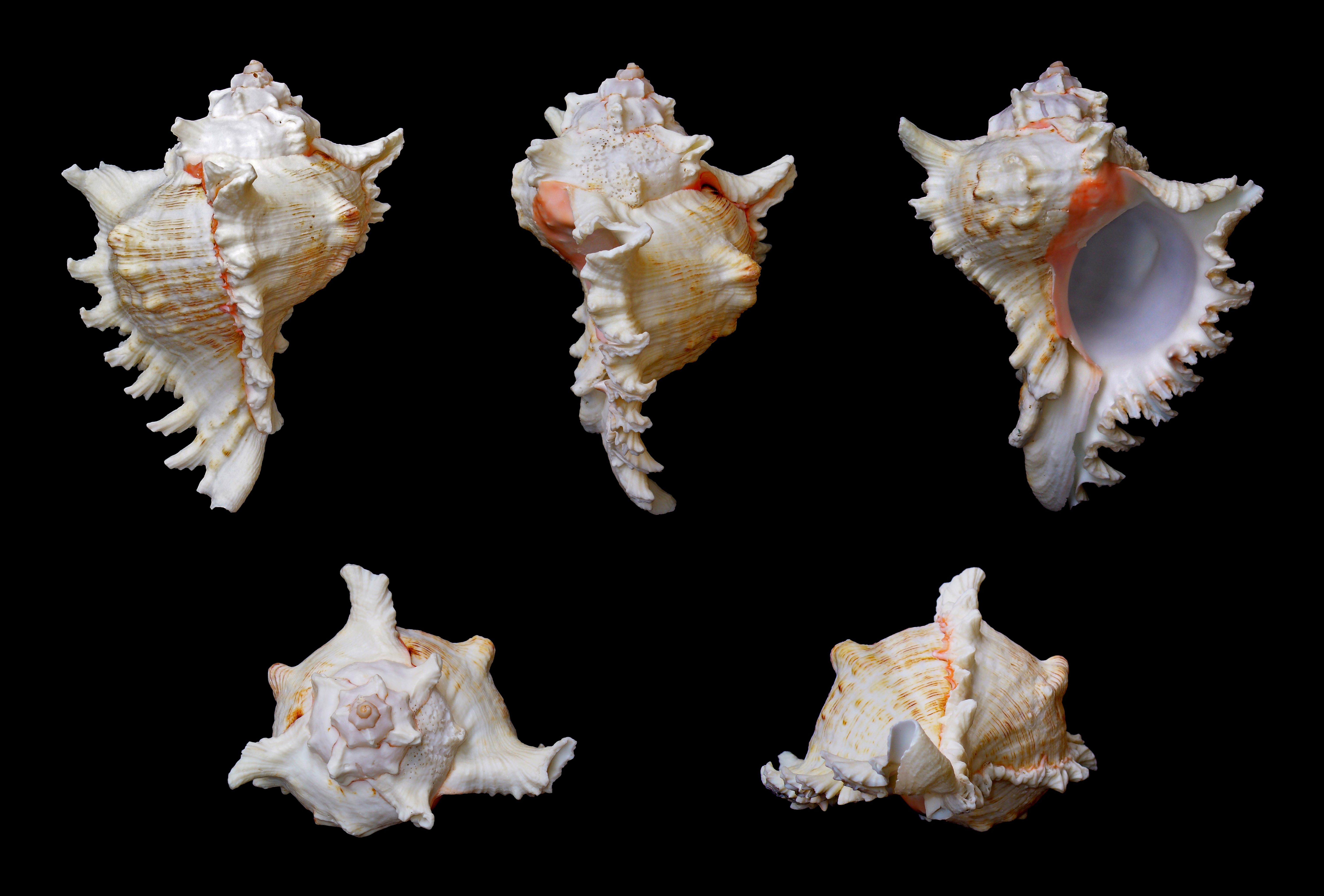
Chicoreus ramosus
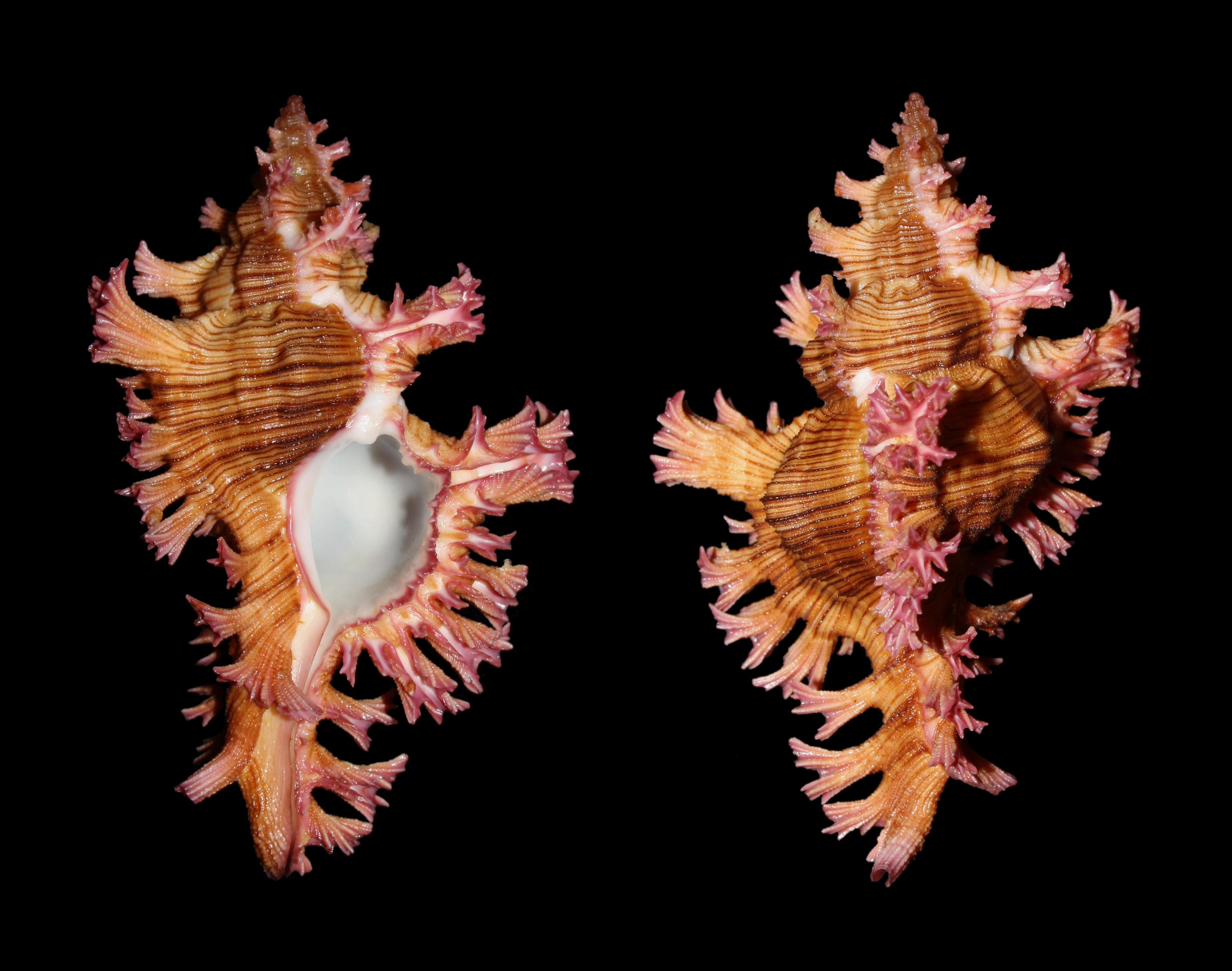
Chicoreus saulii
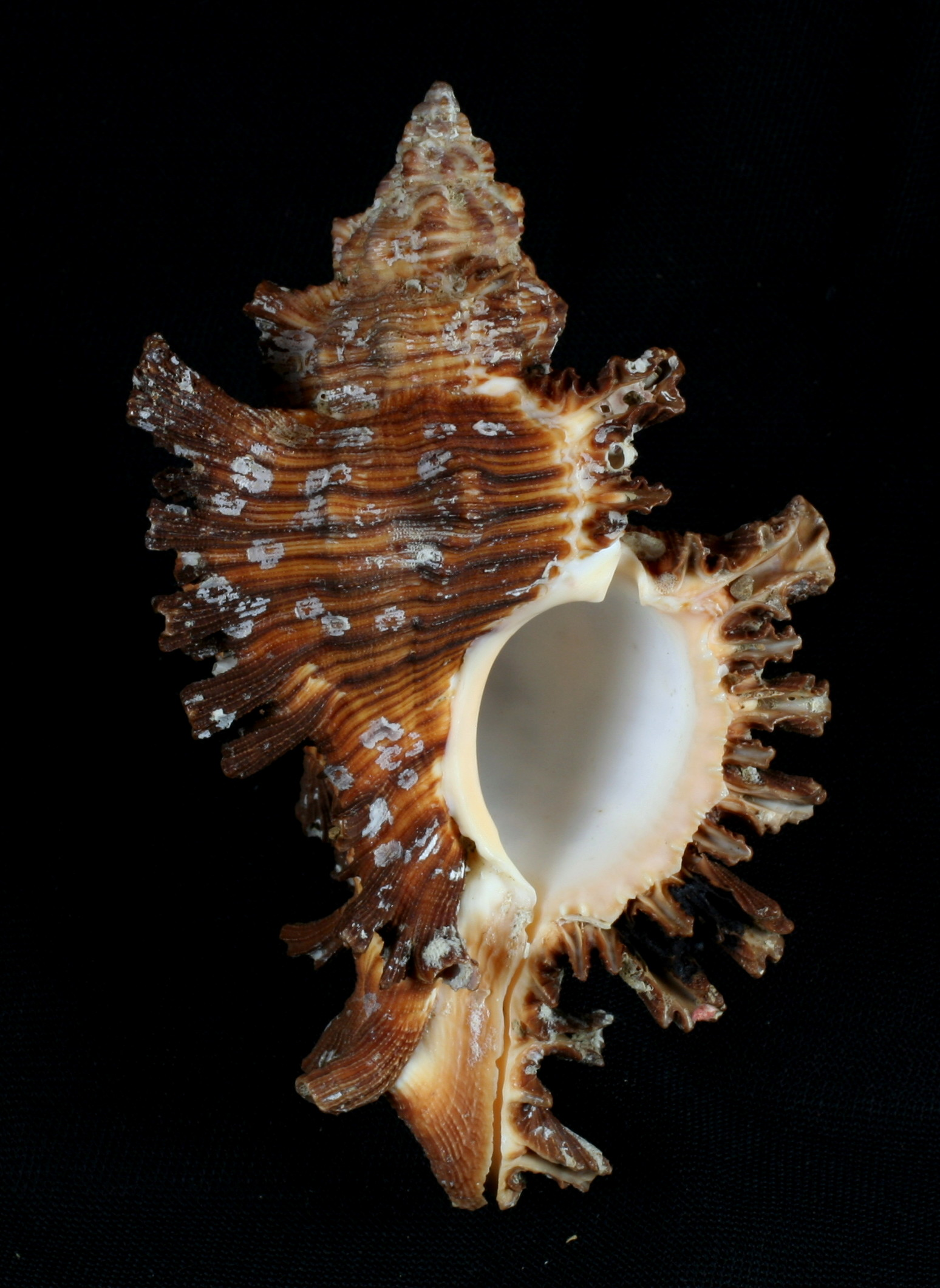
Chicoreus torrefactus
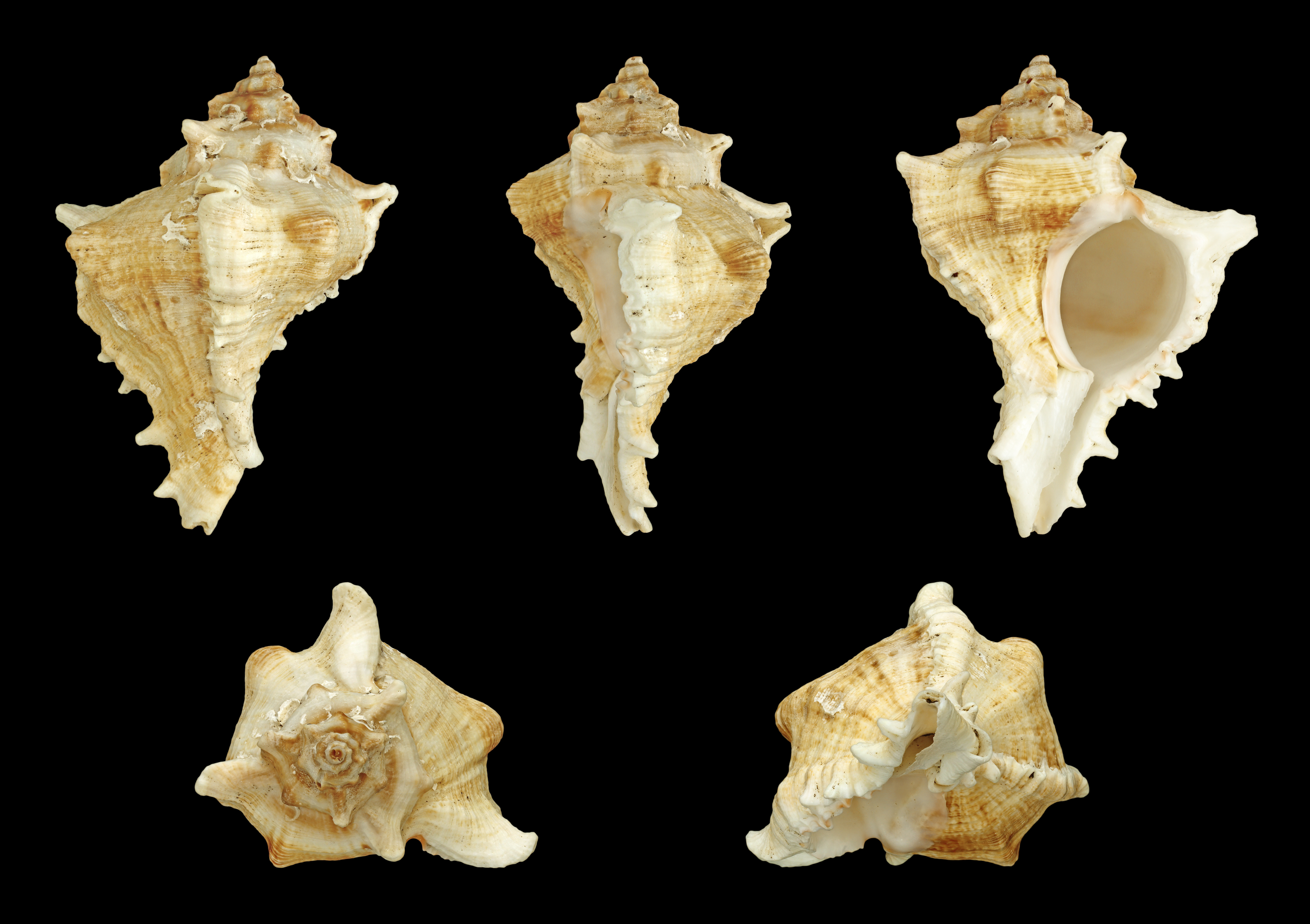
Chicoreus virgineus
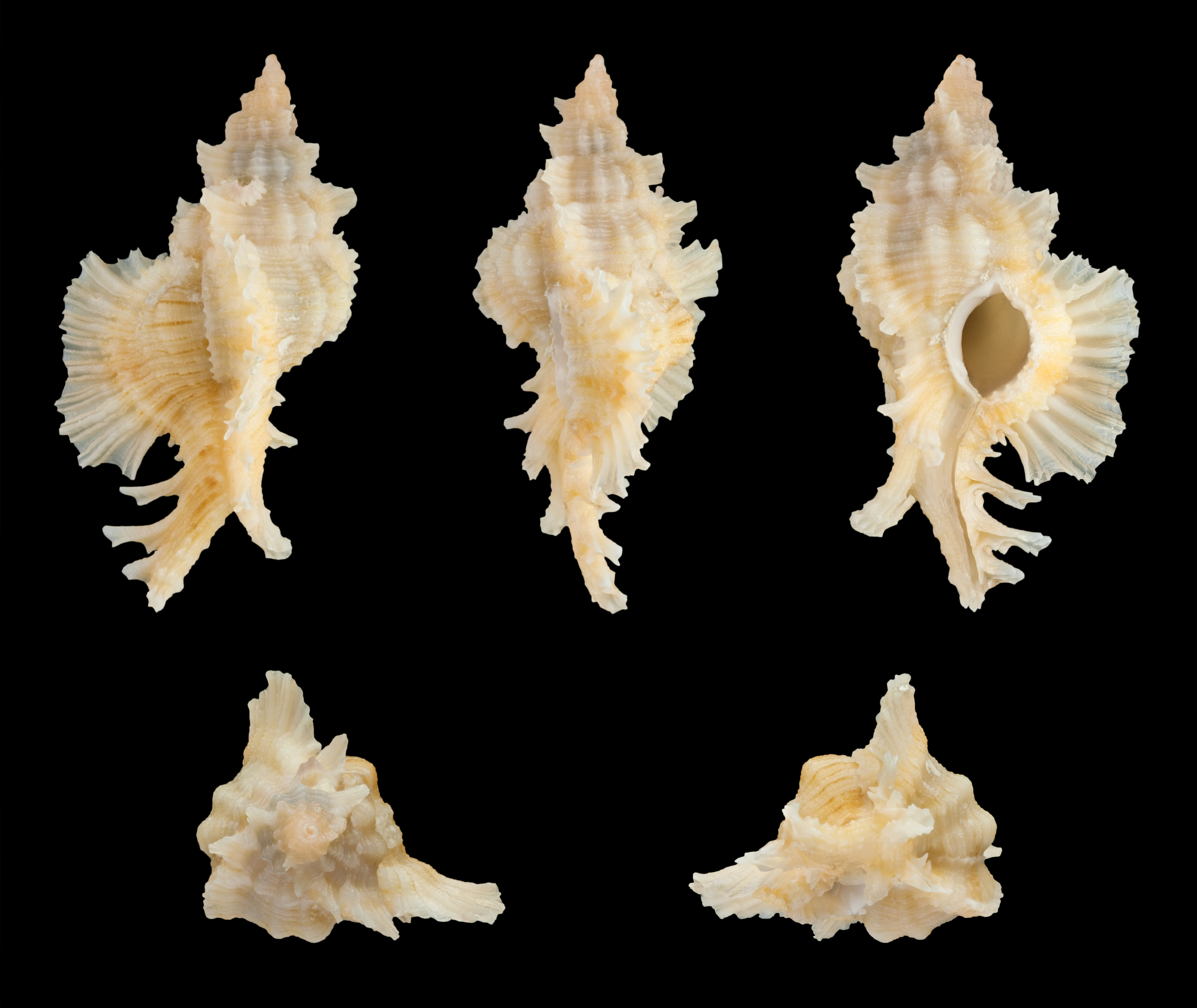
Chicoreus orchidiflorus